# Звертс, Йерун
Йеронемус Йоханнес (Йерун) Звертс (нидерл. Jeronemus Johannes (Jeroen) Zweerts, 3 февраля 1945, Хелмонд, Нидерланды) — нидерландский крикетист и хоккеист (хоккей на траве), нападающий, чемпион мира 1973 года.

## Биография
Йерун Звертс родился 3 февраля 1945 года в нидерландском городе Хелмонд.
Учился в лицее в Барне, изучал экономику.
Играл в хоккей на траве за «Стихтсе» из Билтховена. Впоследствии в течение двух лет играл в ФРГ за «Франкфурт-1880» из Франкфурта-на-Майне; в 1974 году в его составе выиграл Кубок европейских чемпионов, став первым нидерландцем — обладателем этого трофея.
В 1972 году вошёл в состав сборной Нидерландов по хоккею на траве на Олимпийских играх в Мюнхене, занявшей 4-е место. Играл на позиции нападающего, провёл 7 матчей, забил 1 мяч в ворота сборной Индии.
В 1973 году в составе сборной Нидерландов завоевал золотую медаль на чемпионате мира в Амстелвене.
Играл за сборную Нидерландов по крикету, в 1990-х годах был капитаном сборной Нидерландов по гольфу на любительском Кубке Эйзенхауэра среди любителей, но в матчах не участвовал.
Работал финансовым консультантом в Амстердаме.

## Семья
Старший брат Йеруна Звертса Франк Звертс (род. 1943) также выступал за сборную Нидерландов по хоккею на траве, в 1964 году участвовал в летних Олимпийских играх в Токио.